# Chickcharnea
Chickcharnea is een geslacht van weekdieren uit de klasse van de Gastropoda (slakken).

## Soort
- Chickcharnea fragilis Petuch, 2002